# Župkov
Župkov (in ungherese Erdősurány) è un comune della Slovacchia facente parte del distretto di Žarnovica, nella regione di Banská Bystrica.